# غارجالو (إيطاليا)
غارجالو؛ هي بلدية في مقاطعة نوفارا وتقع في منطقة بيدمونت الإيطالية، وتحديدًا على بعد حوالي 90 كيلومتر (56 ميل) شمال شرق تورينو وحوالي 35 كيلومتر (22 ميل) شمال غرب نوفارا.
تقع غارجالو على حدود البلديات الآتية: بورغومانيرو وجوزانو وماجيورا وسوريسو وفالدوجيا.